# Lipany
Lipany (vor 1948 „Lipiany“; deutsch Siebenlinden, ungarisch Héthárs, lateinisch Septemtiliae) ist eine Kleinstadt in der Ostslowakei.

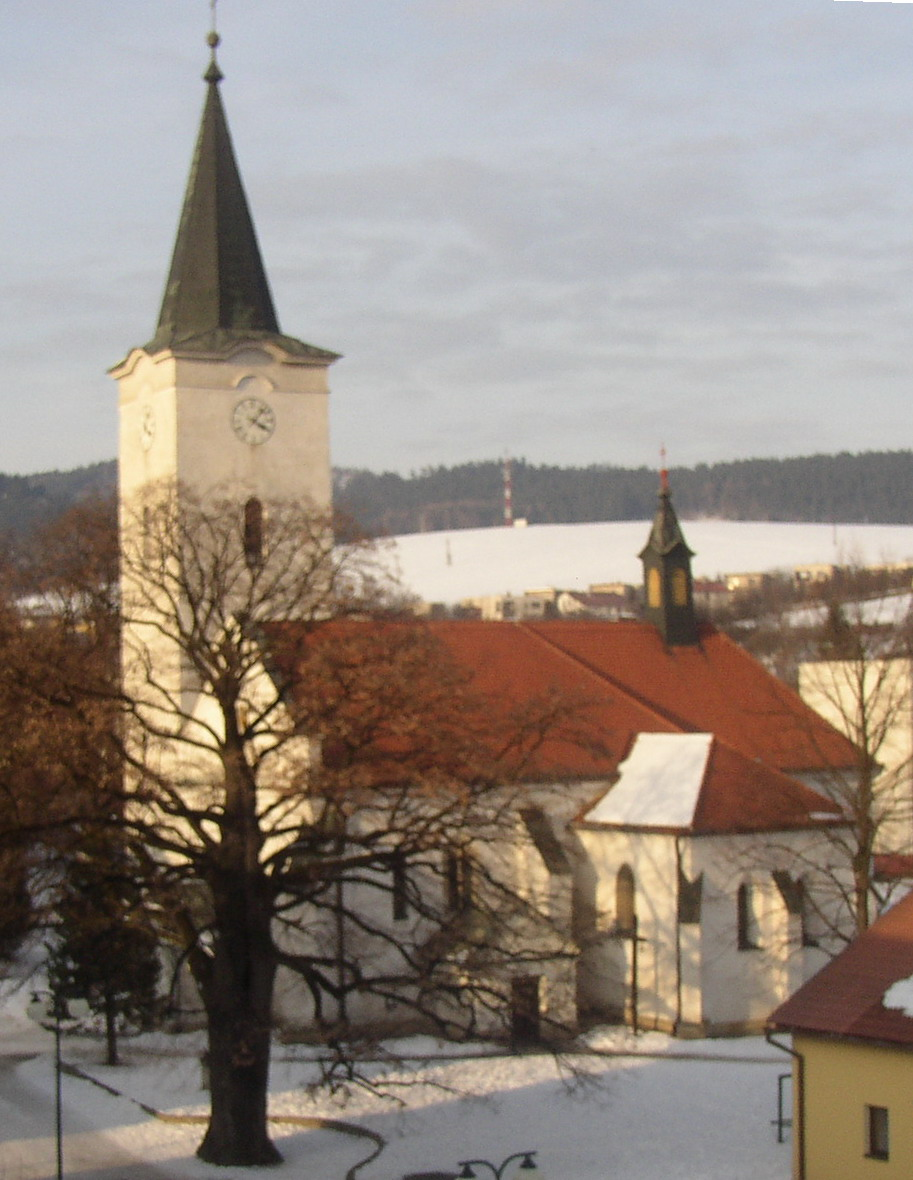
Kirche in Lipany

Sie liegt im oberen Tal der Torysa an der Mündung des Lipany-Baches inmitten der Šariš-Senke zwischen dem Čergov im Norden und der Šarišská vrchovina im Süden.

## Geschichte
Der Ort entstand schon vor dem 11. Jahrhundert, wurde aber durch den Mongoleneinfall 1241 verwüstet. Durch deutsche Kolonisten wurde der Ort wieder aufgebaut; die Ländereien wurden 1287, der Ort selbst wurde 1312 zum ersten Mal schriftlich als Septem Tyliis erwähnt, 1315 dann mit dem deutschen Namen Sybunlendum. Er gehörte lange Zeit zur Herrschaft von Kamenica sowie der Familie Tarczay und war ein Markt- und Handelsort. Im 16. Jahrhundert bekam er das Stadtrecht zugesprochen und war von 1909 bis 1924 sogar Sitz einer Bezirksverwaltung.
Bis 1918 war die Stadt im Komitat Sáros ein Teil des Königreichs Ungarn, kam dann zur neu entstandenen Tschechoslowakei und gehört seit 1993 zur heutigen Slowakei.

## Bevölkerung
| Jahr:                | 1994. | 2004.   | 2014.   | 2024.   |
| -------------------- | ----- | ------- | ------- | ------- |
| Anzahl der Personen: | 5800  | 6302    | 6422    | 6450    |
| Unterschied:         |       | +8,65 % | +1,90 % | +0,43 % |

| Jahr:                | 2023. | 2024.   |
| -------------------- | ----- | ------- |
| Anzahl der Personen: | 6451  | 6450    |
| Unterschied:         |       | -0,01 % |

## Sehenswürdigkeiten
- Katholische St. Martinkirche, gotischer Bau aus der ersten Hälfte des 14. Jahrhunderts, später teilweise umgebaut
- Grabmal des Thomas Tarczay von 1493

## Städtepartnerschaften
- Piwniczna-Zdrój, Polen
- Muszyna, Polen
- Strzyżów, Polen
- Fajsławice, Polen
- Jasło, Polen
- Chust, Ukraine